# Weerapong Moolkamsan
Weerapong Moolkamsan (thailändisch วีรพงษ์ มูลคำแสน, * 27. Oktober 1980) ist ein ehemaliger thailändischer Fußballspieler.

## Karriere
Weerapong Moolkamsan stand bis 2014 bei Army United unter Vertrag. Wo er vorher gespielt hat, ist unbekannt. Der Verein aus der thailändischen Hauptstadt Bangkok spielte in der ersten Liga des Landes, der Thai Premier League. Für die Army absolvierte er 2013 acht Erstligaspiele. Die Rückserie 2014 wurde er an den Nakhon Pathom United FC ausgeliehen. Mit dem Verein aus Nakhon Pathom spielte er in der zweiten Liga, der Thai Premier League Division 1. Ende 2014 beendete er seine Karriere als Fußballspieler.